# Comanda de Castelló d'Empúries
La comanda de Castelló d'Empúries fou una comanda empordanesa de l'orde del Temple i, després, de l'orde de l'Hospital. Tenia la seu al nord-est de la vila de Castelló d'Empúries, a l'indret anomenat el puig de la Cavalleria (podio Militiae).
Les dues cases del Temple de l'Empordà, Castelló d'Empúries i Aiguaviva, foren petites i pobres, i són poc conegudes. Miret atribueix aquest desconeixement al fet que els seus documents, en extingir-se el Temple, no passaren als arxius de l'orde de Sant Joan; en canvi, Forey creu que són poc conegudes per l'escassa importància que tingueren, tot i haver assolit la categoria de comandes a causa de la política territorial del Temple. Tanmateix, els estudis de Miquel Pujol, sovint en fonts indirectes, han permès omplir moltes llacunes sobre el coneixement del Temple i l'Hospital a l'Empordà.

## Història
Comanda del Temple
La primera notícia sobre la possessió de propietats per part de l'orde del Temple a Castelló d'Empúries la recull Miret: el 1168 Dalmau de Castelló dona unes terres a Berenguer de Molnells. Miret considera a Berenguer de Molnells el primer comanador. Sembla, però, que no hauria estat comanador sinó baiolus forensis per a l'Empordà.
No és fins a l'any 1217 que es documenta amb certesa l'existència de la comanda. Els templers posseïren cases a Castelló i propietats diverses a les parròquies de Besalú, Begudà, Espinavessa i en tota una sèrie de pobles compresos entre el Fluvià i la Muga. No sembla que els templers tinguessin gaire pes polític en les relacions amb els comtes d'Empúries, ja que aquests afavoriren principalment l'orde de l'Hospital.
La dominicatura, és a dir, la part explotada directament per l'orde, es limitava als terrenys situats al puig de la Cavalleria, a Castelló, a la parròquia de Sant Joan Sescloses, a Vilanova de la Muga, i potser algun altre indret de Castelló mateix o de Fortià. La resta de terres foren donades en emfiteusi.
Al començament del segle xiv la comanda tenia una sèrie de batllies que li proporcionaven un rendiment i un control eficaç de les explotacions agràries, ramaderes i manufactureres. Tenia terres de cultiu, horts i pastures per als animals, i molins i forns. Cap al 1307, la Comada de Castelló gaudia d'una economia molt sanejada, de manera que podia pagar amb escreix les responsiones que se li demanaven.
Comanda de l'Hospital
Uns anys abans de l'extinció oficial del Temple, el 1312, ja s'havien empenyorat o liquidat la major part dels béns mobles de la comanda, i molts diners i béns s'havien repartit entre els senyors i els oficials reials. Quan, finalment, la comanda passà a mans hospitaleres, continuà la confusió dels anys anteriors. Un bon exemple d'aquesta situació irregular és el cas del comanador Guillem Poc. Fra Poc era un frare de l'orde de la Mercè que es passà als hospitalers, tot i que el canvi d'un orde a l'altre era prohibit en aquells temps. El fet curiós és que, amb el favor d'un altre turbulent personatge, fra Ramon d'Empúries, ex prior de Catalunya de l'orde de l'Hospital, es va fer passar per comanador de l'Hospital i actuà com a tal. L'engany va durar uns quants anys, fins que Poc va ser desposseït de les insígnies hospitaleres —la creu i la gramalla— a la casa que els hospitalers tenien a Cotlliure. Fou empresonat a la casa del Masdéu i, més tard, excomunicat a l'església parroquial de Santa Maria de Castelló d'Empúries.
Els hospitalers de Castelló tingueren els mateixos problemes que tingueren els hospitalers arreu de Catalunya, és a dir, la dificultat d'administrar i mantenir el gran patrimoni que havien heretat arran de l'abolició del Temple. Ja al segle xiv, a causa de l'escassetat de personal, un sol comanador administrava diverses comandes empordaneses. Cap al 1400 s'havien unit les comandes de Castelló d'Empúries i Avinyonet. El 1583, una butlla decidia la unió de les quatre comandes hospitaleres de la diòcesi de Girona: Aiguaviva, Castelló, Avinyonet i Sant Llorenç de les Arenes. Les dues primeres eren d'origen templer i les altres, de fundació hospitalera. Des d'aleshores, les quatre comandes romangueren unides, tot i que, segons Pujol, no es tractava d'una fusió, sinó d'una agregació.
Als segles següents continuà la davallada de la Comanda de Castelló. Al segle xviii, la dominicatura estava limitada a unes quantes terres al costat de la casa. Els comanadors no residien a Castelló ni en cap de les comandes empordaneses, que quedaren confiades a apoderats i recaptadors que no pertanyien a l'orde. Segons un document hospitaler d'aquell mateix segle, el comanador no tenia jurisdicció de cap mena sobre el lloc de Castelló; només disposava d'alguns alous en altres indrets del terme i terres de les quals cobrava censos.

## Arquitectura
La casa de la comanda
Actualment no queden vestigis dels edificis de la que fou comanda templera primer i hospitalera després. En època hospitalera, fra Ramon d'Empúries, que havia estat gran prior de l'orde de l'Hospital, decidí, en la primera meitat del segle xiv, establir la seva residència a Castelló i va fer engrandir la casa i va construir un nou cos d'edifici a l'est de l'antic «palau» dels templers.
Una visita prioral de 1407 informa que es tractava d'una casa de dos pisos amb celler, graner i estables a la planta baixa. Tenia un pati porticat i una escala per pujar a la planta noble. L'edifici estava flanquejat per dues torres. Aquesta visita també parla de la cuina i de la capella, que era un edifici annex amb un cementiri al voltant. Aquesta, en temps templer, estava dedicada a sant Salvador —una advocació pròpia dels templers que, tanmateix, a Catalunya només es troba en la comanda de Baberà. Més tard, a mitjan segle xviii, com també va passar a Barberà, apareix sota l'advocació de sant Joan Baptista.
	Quan es va redactar aquest document de 1407, la casa havia sofert seriosos desperfectes a causa dels pillatges practicats per les companyies del comte d'Armanyac, que a les darreries del segle xiv envaïren el comtat d'Empúries i produïren grans danys a la comanda de Castelló. A partir d'aleshores els edificis anaren degradant-se progressivament, fins a arribar a un estat ruïnós. Es documenten algunes obres de millores en el segle xvi i a principis del segle xvii, però quan les tropes franceses ocuparen l'Empordà durant la Guerra dels Segadors, es decidí volar la casa del puig de la Cavalleria per evitar que l'exèrcit francès la utilitzés. Els edificis de la comanda foren destruïts definitivament l'any 1655 durant el setge que els francesos posaren a Castelló. La casa quedà convertida en ruïnes i les seves pedres foren robades i utilitzades per a d'altres construccions. Malgrat tot, a finals del segle xviii es feu una reconstrucció que pretenia, d'una banda, aprofitar la pedra que encara existia al lloc i, de l'altra, tenir un dipòsit on rebre les rendes, a fi d'evitar el frau dels emfiteutes.
	L'any 1816 l'ajuntament de Castelló utilitzà els terrenys on hi havia les runes de la casa de la comanda per construir-hi un cementiri. El 1822 l'administrador dels béns de l'Hospital de Sant Joan el demandà en reclamació dels seus drets sobre els terrenys. Se suposa que la demanda no prosperà. Després de la fi dels senyorius, el lloc passà a mans privades.

## Comanadors

### Comanadors templers
Llista dels comanadors templers a partir de les recerques de Miret, Forey i Pujol, amb indicació dels anys en què són documentats:
- Jofre Badat (setembre de 1217)
- B. de Montllor (març de 1252-maig de 1253)
- Guillem de Tamarit (maig de 1263-maig de1264)
- Ramon sa Tallada (1272)
- Ramon de Bastida (1282)
- Bernat de Bastida (1283)
- Oluja (abril de 1286)
- Pere de Redorta (c.1286)
- Ramon de Sant Andeol (1294-1295)
- Riambau de Montclús (1295-1297)
- Ponç de Camporell (1297)
- Pere de Tamarit (1299)
- Simó de Blanes (1300-1301)
- Ellis (1301)
- Romeu Burguet (1304-1307)

### Comanadors hospitalers
Llista dels comanadors templers a partir de les recerques de Miret i Pujol, amb indicació dels anys en què són documentats:
- Pere de Vall (1318)
- Berenguer d'Alenyà (1319)
- Guillem Poc (usurpador) (1326-1328)
- Ramon d'Empúries (detentor de la comanda) (1329-1333)
- Pere Guillem d'Oms (1334-1340)
- Vidal Alquer (1343-1346)
- Aimar de Cambrils (1374-1380)
- Ramon de Palau (1380-1389)
- Arnau de Biure (1389-1409)
- Bartomeu Amatnegre (1425)
- Pere de la Cerda (1412-1439)
- Joan de Vilafranca (1445)
- Gilabert de Loscós (1448-1452)
- Guillem de Santceloni (1452-1454)
- Jordi sa Plana (1458-1468)
- Ramon de Sentmenat (1470-1475)
- Lluís de Caramany (1475-1483)
- Joan d'Argençola (1491-1499)
- Ramon Ros (1502-1504)
- Joan Torres (1504-1514)
- Lluís sa Costa (1515-1517)
- Guillem Ramon Desbrull (1518-1528)
- Francesc sa Sala (1529)
- Perotous sa Sala (1534)
- Joan Amat (1535)
- Onofre de Montsuar (1560-1565)
- Joan Miquel Fuster (1574, primer cop)
- Galceran de Peguera (1575-1580)
- Eimeric d'Usall (1585-1588)
- Felip d'Oms (1589-1601)
- Joan Miquel Fuster (1602, segon cop)
- Nicolau Serra (1627)
- Joan Antoni Truyols (1631-1641)
- Pelai Quint (1647)
- Arnau de Serralta (1665-1671)
- Salvador Olesa (1672)
- Dídac de Serralta (1687)
- Jordi Puigdorfila (1691)
- Jeroni de Ribes (1701)
- Jeroni de Boixadors (1713)
- Josep de Vilallonga i Saportella (1715-1725)
- Magí Anton de Vilallonga (1735-1763)
- Nicolau de Puigdorfila (1768)
- Jordi Serra (1781-1792)
- Jaume de Camprodon (1797-1825)